# شيرلي جيفري
شيرلي جيفري (بالإنجليزية: Shirley Winifred Jeffrey)‏ هي عالمة نبات أسترالية، ولدت في 4 أبريل 1930 في تاونسفيل في أستراليا، وتوفيت في 4 يناير 2014.